# Joaquim Pedro Salgado
Joaquim Pedro Salgado (Alegrete, 20 de maio de 1835 — Rio de Janeiro, 12 de março de 1906) foi um militar e político brasileiro.

## Biografia
Casado com Maria Josefa Artayeta Palmeiro, foi pai de Joaquim Pedro Salgado Filho.
Jovem, sentou praça no 5° regimento de cavalaria ligeira, comandado por seu parente, general Andrade Neves, tomando parte na Guerra contra Rosas. De volta ao Brasil , deixou a caserna, tendo retornado somente quando iniciada a Guerra do Paraguai.
Terminado o conflito assumiu o posto na secretaria da fazenda, de onde se aposentou depois.
Membro do Partido Liberal, foi várias vezes deputado provincial e geral. Tomou parte da Revolução Federalista, sendo obrigado a se refugiar no Uruguai. Mudou-se depois para o Rio de Janeiro.
Joaquim também era comerciante de escravos, conforme consta no Acervo de Livros de Compra e Venda (Volume II)